# Martyna Majok
Martyna Majok (ur. 1985 w Bytomiu) – polsko-amerykańska dramatopisarka, laureatka nagrody Pulitzera w dziedzinie dramatu w 2018 roku.

## Życiorys
Wraz z rodziną wyjechała do Stanów Zjednoczonych w 1990 w wieku 5 lat. Jej matka pracowała w fabryce, a ojczym był pracownikiem budowlanym. Dorastała w Kearny i Newark w stanie New Jersey oraz w Chicago. Pierwszy raz była w teatrze w wieku 17 lat; poszła wówczas na spektakl "Kabaret" do klubu Studio 54 w Nowym Jorku. 
W młodości pracowała w barach. Ukończyła studia na Uniwersytecie Chicagowskim z tytułem licencjata (BA) w 2007 roku, studia na Uniwersytecie Yale (Yale School of Drama) z tytułem magistra (MFA) w 2012; studiowała ponadto w Juilliard School.
Przyznano jej m.in. następujące nagrody: Charles MacArthur Award, The Lanford Wilson Award, Davic Calicchio Emerging American Playwright Prize, The Dramatists Guild’s Lanford Wilson Award, czy nagrodę Greenfield jako pierwszej kobiecie w historii tego wyróżnienia. W 2018 otrzymała nagrodę Pulitzera w dziedzinie dramatu za sztukę "Cost of Living", której prapremiera odbyła się w 2016 r. w Williamstown w stanie Massachusetts, a polska premiera w 2019 r. w Teatrze Śląskim w Katowicach. Inscenizacja "Cost of Living" zrealizowana na Broadwayu przyniosła jej nominację do nagrody Tony.
Mieszka w Nowym Jorku, jej mężem jest aktor Josiah Bania.

## Dzieła teatralne

### Dramaty
- Sanctuary City[13]
- queens[2][13]
- Cost of Living[4][1][11][2][3][13]
- Ironbound[1][11][2][3][13]
- Petty Harbour[13][1]
- reWilding[13]
- the friendship of her thighs[13]
- Mouse in a Jar[13]

### Jednoaktówki i krótkie formy
- Buffalo, Maine[13]
- You Have (1) New Message[13]
- The Encounter[13]
- move[13]
- After Hours Stan[13]
- John, who’s here from Cambridge[13]